# Taor
Taor (cyr. Таор) – wieś w Serbii, w okręgu kolubarskim, w mieście Valjevo. W 2011 roku liczyła 303 mieszkańców.